# Jan-Eskil Löfkvist
Jan-Eskil Löfkvist, född 2 februari 1920 i Linköpings församling i Östergötlands län, död 6 augusti 2014 i Linköping, var en svensk rektor, språkvetare samt sång- och psalmförfattare.
Löfkvist var son till skräddarmästaren Hans Löfkvist och Karin Ersdotter. Efter studentexamen 1939 samt organist- och kantorsexamen samma år läste han i Uppsala, där han blev filosofie kandidat 1943, filosofie magister 1945 och filosofie licentiat 1960. Han blev ämneslärare vid Hola folkhögskola 1944 och gick vidare till Lunnevads folkhögskola 1945, där han var rektor från 1960. Han var också rektor för Internat Centre Castle Mainau Tyskland 1949–1950. Han var styrelseledamot i Svenska folkhögskolors lärarförening 1959–1963 samt ledamot av skolstyrelsen från 1964. Löfkvist utgav sångböckerna Laudemus och Melodi (tillsammans med andra). Han blev senare docent i nordiska språk. 
År 1947 gifte han sig med Gudrun Bergel (1919–2006), dotter till överläraren David Bergel och Signe Johansson. De fick barnen Karin 1949, Mari 1951, Ingrid 1953 och Stefan 1959.

## Sånger
- Vår Gud, som skapar liljan år 1961 översatt Edvin Paxton Hoods engelska text till svenska. I Psalmer och Sånger 1987 nr 366.
- Jordens alla riken är Guds örtagård år 1961 översatt Ella Sophia Armitages engelska text till svenska. I Herren Lever 1977 nr 881.